# Tadeusz Jankowski (dyplomata)
Tadeusz Jankowski (ur. 5 marca 1892 w Bolesławicach, zm. 29 października 1964 w Londynie) – polski prawnik, publicysta, dyplomata, działacz społeczny i niepodległościowy.

## Życiorys
Urodził się 5 marca 1892 w Bolesławicach ziemi kaliskiej. Ukończył gimnazjum w Piotrkowie Trybunalskim, zdając egzamin dojrzałości w 1910. Podczas nauki był członkiem Organizacji Młodzieży Narodowej Szkół Średnich. W czasie studiów na Uniwersytecie Jagiellońskim był członkiem Grup Narodowych, Koleżeńskiej Grupy Zetowej i Koła Braterskiego „Zet”. W lipcu 1914 był członkiem komitetu organizacyjnego Zjazdu Zet w Krakowie, w 1918 został wybrany na członka KC (Centralizacji) Zet, w październiku tego roku był delegatem środowiska warszawskiego na Zjazd OMN we Lwowie, uczestniczył w walkach o Lwów pod koniec października i w listopadzie 1918, został wyróżniony (wraz z Tadeuszem Katelbachem) w rozkazie dziennym za walki w Parku Stryjskim i natarcie na górę Kadetów.
Od 1918 był członkiem Związku Patriotycznego, został redaktorem dziennika „Przegląd Poranny” w Poznaniu. W latach dwudziestych pełnił również funkcję sekretarza generalnego Komitetu Wykonawczego Straży Kresowej, był członkiem Rady Naczelnej Związku Seniorów OMN (od 1926).
Uzyskał stopień doktora filozofii. Od 1 lutego 1926 do 1 września 1931 pracował w Ministerstwie Spraw Zagranicznych w Warszawie, jako pracownik kontraktowy w Departamencie Polityczno-Ekonomicznym, w tym od 15 grudnia 1928 na stanowisku kierownika referatu. Od 1 września 1931 pracował w Konsulacie Generalnym w Paryżu, a od 1 lipca 1934 do 30 czerwca 1935 był kierownikiem tegoż i jednocześnie radcą emigracyjnym. Od 1 lipca 1935 radcą w MSZ. Od 1 września 1935 pełnił stanowisko radcy Ambasady RP w Moskwie (w czasie nieobecności ambasadora kierował w randze ministra ambasadą). Po wybuchu II wojny światowej, agresji ZSRR na Polskę i likwidacji ambasady 17 września 1939 pozostał na Zachodzie. Pracował w Londynie w Polish Research Centre, od 1 sierpnia 1941 do września 1944 jako kierownik Wydziału Wschodniego MSZ Rządu Rzeczypospolitej Polskiej na uchodźstwie, następnie jako zastępca naczelnika Wydziału Wschodniego do 1 czerwca 1947.
Był współzałożycielem Instytutu Badań Spraw Międzynarodowych w Londynie, członkiem Rady Instytutu Wschodniego „Reduta”, wykładał w Szkole Nauk Politycznych i Społecznych. Od 1952 był redaktorem pisma „Wschód Polski”.
Zmarł 29 października 1964 w Londynie. Został pochowany na tamtejszym Cmentarzu North Sheen.

## Niektóre publikacje
- Prawo wyborcze do parlamentu, Drukarnia Synów St. Niemiry, Warszawa 1918
- Projekt konstytucji Rzeczypospolitej Polskiej, Druk L. Bogusławskiego, Warszawa 1919
- Prawo wyborcze do parlamentów europejskich: (Anglia, Belgia, Finlandya, Francya, Niemcy, Norwegia), Wydawnictwo Biura Pracy Społecznej, Warszawa 1919
- Prawo o wykroczeniach, oraz postępowanie karne administracyjne wraz z przepisami wprowadzającemi i uzupełniającemi, z okólnikami, orzecznictwem i objaśnieniami (wraz ze Stanisławem Przestrzelskim), Samorządowy Instytut Wydawniczy, Warszawa 1932
- Ustawy o zgromadzeniach, stowarzyszeniach i związkach obowiązujące w Państwie Polskiem z uwzględnieniem najważniejszych dekretów i rozporządzeń, nakł. Księgarni F. Hoesicka, Warszawa 1932
- Studium ZSRR: dzieje wewnętrzne, ustrój, polityka zagraniczna, Szkoła Nauk Politycznych i Społecznych, Londyn 1953.

## Ordery i odznaczenia
- Krzyż Niepodległości – 12 marca 1931 „za pracę w dziele odzyskania niepodległości”[16][1][17]
- Złoty Krzyż Zasługi – 9 listopada 1931 „za zasługi w służbie konsularnej”[18]
- Krzyż Obrony Lwowa[3]
- Odznaka Honorowa „Orlęta”[3]